# دان لی
دان لی (انگلیسی: Don Lee؛ ‏ ۱۲ اوت ۱۸۸۰ – ۳۰ اوت ۱۹۳۴) سرمایه‌دار و توزیع‌کنندهٔ انحصاری محصولات شرکت کادیلاک در ساحل غربی آمریکا در اوایل سده بیستم میلادی بود. او در ۱۹۱۹ شرکت «اِرل اُتوموتیو وُرکز» را در هالیوود، لس آنجلس خرید و هارلی جارویس ارل پسر مالک پیشین را به‌عنوان مدیرعامل شرکت حفظ کرد. این شرکت با نامی جدید، کادیلاک‌های سفارشی زیادی را برای افراد ثروتمند و مشهور تولید کرد. کمی بعد هارلی جارویس ارل شرکت را ترک کرد و در سال ۱۹۲۷ رئیس بخش طراحی و تزئین جنرال موتورز شد.
دان لی که مالک چند شبکه تولید و پخش رادیویی هم در سان فرانسیسکو، لس آنجلس، سانتا باربارا و سن دیگو بود، در سال ۱۹۳۴ در سن ۵۴ سالگی بر اثر یک سکتهٔ قلبی ناگهانی در لس آنجلس درگذشت و کنترل امپراتوری اتومبیل‌سازی و پخش خودروی خود را به پسرش، توماس اس. «تامی» لی (۱۹۰۶–۱۹۵۰) واگذار کرد. از آنجایی که یکی از فرستنده‌های رادیویی او در قله کوهی بود که نشان هالیوود در آن قرار دارد، نام آن کوه را مانت لی گذاشتند.

## بیشتر بخوانید
- "Don Lee's Marriage Surprises," Los Angeles Times, June 16, 1934, p. A1.
- "Lee Rites Set for Tomorrow," Los Angeles Times, September 1, 1934, p. A3
- "Friends to Pay Homage to Don Lee," Los Angeles Times, September 2, 1934, p. 18.